# Карму, Давид
Дави́д Мо́та Вейга́ Тейше́йра ду Ка́рму (порт. David Mota Veiga Teixeira do Carmo; род. 19 июля 1999, Авейру, Португалия) — португальский и ангольский футболист, защитник английского клуба «Ноттингем Форест», выступающий на правах аренды за греческий «Олимпиакос», и сборной Анголы.

## Карьера
Франсишку является воспитанником академии португальского клуба «Брага». Пробовался в академии футбольных клубов «Бейра-Мар» и «Бенфика». Выступал за молодёжные команды клуба, с сезона 2018/2019 — игрок второй команды.
Выступал за юношеские сборные команды Португалии. Вместе со сборной U-19 выиграл юношеский чемпионат Европы 2018 года. На турнире провёл 4 встречи, в том числе и финальную против итальянцев, которая закончилась победой в дополнительное время со счётом 4:3.

## Достижения
- Обладатель Кубка португальской лиги: 2020/21, 2022/23
- Победитель Лиги Конференций: 2023/24
- Чемпион Европы (до 19 лет): 2018